# 約翰·威廉·里特爾
約翰·威廉·里特爾（德語：Johann Wilhelm Ritter，1776年12月16日—1810年12月3日），德国化学家、物理学家、哲学家，曾在耶拿大学学习医学，自学科学，与汉斯·克里斯蒂安·奥斯特相识。里特爾最早发现了紫外线。